# 刑事訴訟法民事訴訟法及其附属法律ニ関スル件
刑事訴訟法民事訴訟法及其附属法律ニ関スル件（けいじそしょうほうみんじそしょうほうおよびそのふぞくほうりつにかんするけん、明治32年律令第8号）は、日本統治時代の台湾における刑事訴訟法、民事訴訟法及びこれらの附属法律の適用に関する特例について規定した日本の律令。明治32年（1899年）4月28日成立、公布、施行。
本令は、台湾民事令（明治41年律令第11号）の施行によって廃止された。

## 概要
本令は、次に掲げる事項について、旧々刑事訴訟法（明治23年法律第96号）、旧民事訴訟法（明治23年法律第29号）及びこれらの附属法律を依用することとし、別段の規定があるものについては、その規定によることとしている。
1. 本島人及び清国人の刑事に関する事項
2. 本島人及び清国人のほかに関係者がない民事及び商事に関する事項

民事商事及刑事ニ関スル律令（明治31年律令第8号）においては、上記の事項は、別に定めるまで、現行の例によるとされていたところ（同令1条ただし書）、その「別に定め」たものが本令である。